# Gorjani Sutinski
Gorjani Sutinski is een plaats in de gemeente Radoboj in de Kroatische provincie Krapina-Zagorje. De plaats telt 189 inwoners (2001).